# Rui Fernando da Gracia Gomes
Rui Fernando da Gracia Gomes (* 28. Mai 1985 in Bembibre), auch in der Schreibweise Rui da Gracia oder kurz Rui bekannt, ist ein spanisch-äquatorialguineischer Fußballspieler auf der Position eines Innenverteidigers. Er ist aktuell für Gimnástica Segoviana in Spanien und die äquatorialguineische Fußballnationalmannschaft aktiv.

## Karriere

### Verein
Die Karriere auf Vereinsebene begann Rui in seiner spanischen Heimatstadt beim CA Bembibre, für den er bis 2005 aktiv war. Er wechselte 2005 in die Provinz Alicante zum dortigen Verein Elche Ilicitano, für den er bis zum Jahr 2007 auflief. Von dort wechselte er zu Real Ávila, wo er mit seinen Leistungen überzeugte und sich zum Stammspieler entwickelte. Nach zwei Jahren in Ávila schloss er sich 2009 dem damaligen spanischen Drittligisten CF Palencia an und gehörte auch dort zur Stammelf. 2011 lief er eine Saison für den Verein UD Logroñés aus der Provinz La Rioja auf. Rui verließ Spanien 2012 in Richtung Zypern und schloss sich dort dem damaligen Erstligisten Enosis Neon Paralimni an. Er kehrte nach nur einem Jahr wieder auf das spanische Festland zurück und spielte erneut für Real Ávila. Im Juli 2014 verpflichtete ihn der maltesische Erstligist Hibernians. In seiner ersten Saison für den neuen Verein gewann er ohne Niederlage die Maltesische Meisterschaft. Nach vier Jahren und zwei Meisterschaften auf Malta setzte er seine Karriere beim spanischen Verein Villarrubia CF fort. Seit 2019 läuft Rui für den Zentralspanischen Verein Gimnástica Segoviana auf. Nach drei Jahren wechselte er erneut den Verein und schloss sich CU Collado Villalba an.

### Nationalmannschaft
Sein Debüt für die äquatorialguineische Fußballnationalmannschaft gab Rui am 12. Oktober 2010 im Freundschaftsspiel gegen Botswana. Er nahm an mehreren Ausgaben des Afrika-Cup teil und absolvierte bisher 34 A-Länderspiele, in denen ihm noch kein Tor gelang. Seinen bisher letzten Einsatz im Trikot der Nationalmannschaft bestritt Rui am 22. März 2019 im Rahmen der Qualifikation zum Afrika-Cup 2019 gegen die Mannschaft aus dem Sudan.

### Erfolge
Maltesischer Meister: 2015, 2017